# James Guitet
James Guitet est un peintre et graveur français né à Nantes le 11 avril 1925 et mort à Seynes le 14 décembre 2010 .

## Biographie
Né à Nantes en 1925, James Guitet devient professeur de peinture et de gravure à l'U.E.R. Sorbonne, à Paris, en 1970.
Entre 1970 et 1973, il crée plusieurs décors pour un service de table ainsi que des vases en porcelaine à la manufacture nationale de Sèvres. Ils seront imprimés en or sur les pièces, à partir de plaques gravées par Guitet.
Par le biais de la gravure, James Guitet s'intéresse au livre-objet. Il commence à cette période à créer ses « livres blancs », livres sculptés dans lesquels on peut retrouver sa fascination pour le volume et l'architecture.
S'il n'est pas impossible d'apparenter son parcours à l'art conceptuel, la spiritualité qui se dégage des œuvres interdit de l'y cantonner, autant que leur sensualité immanente. Sur sa réflexion un peu solitaire à l'écoute du monde, il en bâtit un autre plus intérieur, peut-être au-delà déjà, de la dissolution de l'espace et de la fragmentation du temps qui caractérise la modernité.
James Guitet meurt le 14 décembre 2010 à Seynes,.

## Expositions personnelles
- 1954 : Galerie Arnaud, Paris
- 1956 : Galerie Arnaud, Paris
- 1957 : Galerie Van de Loo, Munich, Allemagne, Galerie Grange, Lyon
- 1958 : Galerie Arnaud, Paris
- 1959 : Galerie Droulez, Reims, Galerie la Citadella, Ascona, Suisse
- 1960 : Galerie Arnaud, Paris
- 1962 : Galerie Arnaud, Paris
- 1962-67 : Galerie Argos, Nantes
- 1963 : École Polytechnique, Paris
- 1964 : Galerie Camille Hébert, Montréal, Musée des Beaux-Arts, Verviers
- 1964-65-67 : Galerie Juillard, Versailles
- 1965 : Galerie Merlin, Athènes
- 1965-70 : Galerie Le Lutrin, Lyon
- 1968 : École des Beaux-Arts, Angers, Galerie Arnaud, Paris
- 1969 : Galerie Kramare, Prague
- 1970 : Musée des beaux arts, Compiègne
- 1971 : Galerie Arnaud, Paris
- 1972 : Galerie Gilles Corbeil, Montréal
- 1974 : Musée des beaux-arts et musée des arts décoratifs de Nantes
- 1976 : Maison des arts et des loisirs, Montbéliard
- 1976-79-82-86-89-92-95-98-2000 : Galerie Convergence, Nantes
- 1978 : Centre culturel, Privas
- 1979 : École des Beaux-arts Angers
- 1989 : Musée-bibliothèque Pierre-André-Benoit, Alès ; Bibliothèque nationale de France, Paris
- 1990 : Musée des Beaux-arts de Rennes, Musée des Beaux-Arts d’Evreux
- 1990 : Galerie Convergence Malmoe
- 1991 : Musée des beaux-arts de Tourcoing
- 2000 : Musée des beaux-arts Nantes
- 2016 : Galerie Bertrand Trocmez, Clermont Ferrand

## Œuvres dans les collections publiques
- Artothèque de Montréal
- Musée National d'Art Moderne, Paris
- Musée de la Ville de Paris, Paris
- Musée Cantini, Marseille
- Musée des Beaux-Arts, Verviers
- Musée des Beaux-Arts, Nantes
- Musée de l'Athéneum, Helsinki
- Fonds régional d'art contemporain de Bretagne[5]
- Musée de l'Albertina, Vienne
- Musée d'Eastbourne, Angleterre
- Librairie du Congrès, Washington
- Musée des Augustins, Toulouse
- Musée de Clermont-Ferrand
- Fondation David Bright, États-Unis
- Centre d'art contemporain, Paris
- Musée national, Prague
- Musée d'art contemporain, Montréal
- Musée d'art moderne, Cracovie
- Bibliothèque nationale de France[6], Paris
- Musée des Beaux-Arts, Montréal
- Musée national des Beaux-Arts du Québec, Québec[7]
- Bibliothèque de la faculté de droit de l'université de Sherbrooke[8]
- Musée des beaux-arts, Angers
- Musée-bibliothèque Pierre-André-Benoit, Alès
- Bibliothèque municipale d'Angers

## Publications
- Notes d'un peintre, préface de Michel Ragon, Nantes, Joca seria, 2000
- Peindre[9], avec les dessins de l'auteur ; préface de Germain Roesz, entretiens avec François Jeune et Claudette Oriol-Boyer ; Paris, L'Harmattan, coll. « Esthétiques », 2004  (ISBN 2-7475-7356-7)

### Livres illustrés
- Variations sur le nom de Michel Ragon, livre manuscrit et peint au printemps 1994, édition répliquée à 2 ex[10].
- Pierre-André Benoit, Chaque jour[11], cinq peintures de James Guitet, Alès, 1995 (tiré à 22 ex.) Calendrier poétique écrit du 16 au 20 janvier 1955.
- Rabah Belamri, Soif[12], illustration de James Guitet, Paris, Bernard Gabriel Lafabrie, 1995 (tiré à 60 ex.)
- André du Bouchet, Agrandissement[13], avec des découpes peintes de James Guitet, Bussy-le-Grand, Monique Mathieu, 2003